# Albertisia mecistophylla
Albertisia mecistophylla är en tvåhjärtbladig växtart som först beskrevs av John Miers, och fick sitt nu gällande namn av Lewis Leonard Forman. Albertisia mecistophylla ingår i släktet Albertisia och familjen Menispermaceae. Inga underarter finns listade i Catalogue of Life.